# Mysateles garridoi
Espèce
Statut de conservation UICN

 CR C2a(i) : 
En danger critique
Mysateles garridoi est une espèce de Rongeurs de la famille des Capromyidés qui comprend des hutias. endémique de Cuba, c'est un animal qui est en danger critique d'extinction et peut-être même éteint.
L'espèce a été décrite pour la première fois en 1970 par le zoologiste cubain Luis S. Varona.